# Milton Schinca
Milton Schinca (Montevideo, 15 de junio de 1926 - Ib., 21 de mayo de 2012) fue un dramaturgo y escritor uruguayo, cuya obra abarca poesía, narrativa y crónicas históricas. Asimismo se desempeñó como docente y como periodista en distintos medios escritos y radiales.

## Biografía
Desde 1947 estuvo vinculado al teatro, logrando estrenar su primera obra como dramaturgo en 1956. La misma, llamada Sancho Panza, Gobernador de Barataria fue una teatralización de un episodio del Quijote. A partir de ese estreno, se sucedieron más de 15 obras de teatro, entre las que se cuentan Boulevard Sarandí (monólogo sobre la vida de Roberto de las Carreras), Delmira (sobre la vida de Delmira Agustini), Bernardina de Rivera, Chau, todo y Guay, Uruguay! entre otras. Esta última obtuvo el premio Florencio de la Crítica Teatral Uruguaya en 1971.
Además de Uruguay, varias de sus obras teatrales fueron representadas en Argentina, Brasil, Chile, Ecuador, México, Italia y España.
Curso estudios en la Facultad de Derecho, aunque la abandonó para concentrarse únicamente a la literatura, a la cual se dedicó en forma autodidacta.
Paralelamente a su actividad teatral, comenzó a publicar libros de poemas, comenzando por De la aventura en 1961. Posteriormente editaría Mundo cuestionado" (1964), Poemas Sex (1969) y Cambiar la vida (1970) entre otros, totalizando más de 10 libros.
En 1971 el sello discográfico Ayuí / Tacuabé, creado ese mismo año, editó un disco que contenía poemas de Schinca recitados por él mismo extraídos de sus libros Poemas Sex y ¡Cambiá, Uruguay!.
En 1976 comenzó a publicar, primero por radio y luego a través de la edición de libros, su obra Boulevard Sarandí (Memoria anecdótica de Montevideo), donde recorre la historia de la capital uruguaya a través de anécdotas. Esta obra abarca cinco tomos y tiene en su haber varias ediciones. En 2003 fue reunida en un solo volumen, que a su vez ha sido editado varias veces desde entonces.
Tuvo una extensa trayectoria en el periodismo radial, el cual ejerció en varias emisoras. Algunas de las notas emitidas en Radio Sarandí fueron publicadas en 1992 bajo el título de Juegos en la 8. Por otra parte, también practicó el periodismo escrito en medios como Marcha, Brecha y La República, y contribuyó con críticas teatrales en diarios y semanarios como Acción, Época, Marcha y Brecha.
En 1980 se trasladó a México y se radicó en Cuernavaca, donde permaneció hasta 1984, año de su regreso definitivo a Uruguay. A partir de esa fecha retomó sus actividades periodísticas y literarias. Asimismo dictó un curso titulado «Para iniciarse en la escritura literaria».
Entre 1985 y 1986 dirigió la serie de fascículos de publicación quincenal Bases de Nuestro Tiempo. Cada uno de los tomos fue escrito por profesores, ensayistas e investigadores especializados en economía, historia, sociología, religión o filosofía, con distintas posiciones ideológicas, pero que coincidían en hacer una lectura crítica del capitalismo, buscando alternativas que consideraban «más justas y progresistas».
En el año 2006, al cumplir 80 años, fue homenajeado en el paraninfo de la Universidad de la República, ocasión que fue aprovechada para que el director de la Biblioteca Nacional, Tomás de Mattos, presentara el último libro de Schinca, Religaciones 2 - Paraísos y celebraciones.

## Obra

### Obras de teatro
- Sancho Panza, Gobernador de Barataria (Adaptación de un episodio de Don Quijote, de Cervantes. Teatro del Pueblo con la dirección de Manuel Domínguez Santamaría. 1956)
- Guay, Uruguay! (Teatro Uno con la dirección de Alberto Restuccia. 1971)
- Pepe el Oriental. (Monólogo) (Club de Teatro con la dirección de Jorge Denevi y la actuación de Pepe Vázquez. En cartel en 1972 y 1986)
- Boulevard Sarandí (Roberto de las Carreras). (Monólogo) (con dirección de Mario Morgan y la actuación de Armando Halty. 1973)
- Bernardina de Rivera. (Monólogo) (con dirección de Laura Escalante con la actuación de Estela Castro. 1973)
- Ana Monterroso de Lavalleja. (Monólogo) (con dirección de Laura Escalante con la actuación de Estela Castro. 1974)
- Los Blanes (Compañía Estela Medina, Dumas Lerena, Delfi Galbiati con dirección de Eduardo Schinca. 1974)
- Las artiguistas. (Monólogo) (dirección de Laura Escalante y la actuación de Estela Castro. 1975)
- Chau, todo (con dirección de Carlos Aguilera. 1981)
- Artigas, General del Pueblo (en colaboración con Rubén Yáñez. Teatro El Galpón con dirección de César Campodónico y Atahualpa del Cioppo. Estrenada en México en 1981 y en Montevideo en 1985)
- Juegos de Federico entre las cosas (dirección de Carlos Aguilera. 1986)
- Delmira (Comedia Nacional con dirección de Dumas Lerena. 1986)
- Las raíces (Teatro Circular con dirección Jorge Introini. 1986)
- El Otelo oriental (o el Hotel Oriental) (Comedia Nacional con dirección Jorge Denevi. 1988)
- Madame Lynch (no estrenada. 1989)
- Las alamedas de Maturana (dirección de Eduardo Schinca. 1997)
- El vuelo de Asís (no estrenada. 1998)
- Las Artiguistas (dirección de Elena Zuasti. Con Elena Zuasti, Martha Vidal y Fernando Ulivi. 1999)
- Contra la muerte ([2000)
- Momentos con Emily (2002)
- Voces finales de Artigas (2008)
- Arácnidos (2008)

### Obras de teatro publicadas en libro
- Delmira y otras rupturas (incluye las obras Delmira, Las raíces y Chau todo. Ediciones de la Banda Oriental. 1976)
- Nuestra Señora de los Ramos (Ediciones del Instituto del Libro. 1991)
- El dandy en Tontovideo (texto del monólogo Boulevard Sarandí, sobre Roberto de las Carreras. Ediciones de la Banda Oriental. 1998)

### Obra poética
- De la aventura (Alfa. 1961)
- Esta hora urgente (Arca. 1963)
- Mundo cuestionado (Arca. 1964)
- Nora Paz (Editorial Alfa, 1966)
- Poemas sex (Arca. 1969)
- Cambiar la vida (Arca. 1970)
- ¡Cambiá, Uruguay! (edición del autor. 1971)
- Libro de Eis (Editorial Arca. 1985)
- Viaje hacia Eis. 30 años de poesía (Antología del autor. Ediciones de la Banda Oriental. 1991)
- Escenarios (Ediciones de la Banda Oriental, 1997)

### Obra narrativa
- Hombre a la orilla del mundo (novela sobre el destierro de Artigas en el Paraguay. Ediciones de la Banda Oriental. 1988)

### Crónicas
- Boulevard Sarandí (Memoria anecdótica de Montevideo) (5 tomos publicados por Ediciones de la Banda Oriental. Varias ediciones entre 1976 y 1997)
- Mujeres desconocidas del pasado montevideano (Ediciones de la Banda Oriental. 1999)

### Ensayos
- Juegos en la 8 (Selección de notas emitidas en CX-8 Radio Sarandí. Ediciones Delaefe. 1992)

### Discografía
- La poesía uruguaya en la voz de lo poetas (simple split compartido con Carlos Brandy. Carumbé SU-3317-1. 1962)
- Milton Schinca por Milton Schinca (Ayuí / Tacuabé a/d3. 1971)
- Tangueses, álbum de Camerata de Tango, incluye dos tangos con letra de Schinca: "Ser o no ser" y "Bichitos". (RCA Victor LPUS-002. 1974)
- Guitarra negra, álbum de Alfredo Zitarrosa, con participación de Schinca en el tema Hoy desde aquí. (Orfeo SULP 90774. 1985)

## Audiciones radiales
- Teatro de Hoy (audición radial de Teatro del Pueblo. Por CX-18 Radio Sport. 1956)
- Documental Centenario (audición periodística. Por CX-36 Centenario. 1962)
- Retratos para Noviembre (reportajes no políticos a figuras de la elección. Por CX-12 Radio Oriental. 1966)
- Boulevard Sarandí (anécdotas sobre el pasado de Montevideo, en los 250 años de su fundación. Premio Ondas, de Radio Barcelona, España. 1976)
- Así somos (por CX30 La Radio. Ciclos sobre de temas como Delmira Agustini, El sitio de Paysandú y Vida y muerte de la nación charrúa, entre otros. 1977)
- Mundo abierto (periodístico de larga duración. Por CX-30 La Radio. 1978)
- Juegos en la 8 (notas sobre temas varios. Por CX-8 Radio Sarandí. 1992)
- Ciclo conmemorativo de los 20 años de la audición Boulevard Sarandí (por CX30 Radio Nacional. 1996)